# Nedo Pavešković
Nedo (Anđelko) Pavešković (Naklice, 1921. − 18. studenoga 2014.), bio je hrvatski pravnik, arhivist, znanstvenik, publicist i rodoljub. Radio je kao arhivist pri Ujedinjenim narodima.

## Životopis
Nedo Pavešković rodio se je u Naklicama 1921. godine. Studirao je pravo u Zagrebu, koje je diplomirao 1948. godine. Položio je odvjetnički ispit. Bio je od 1953. do 1956. godine odvjetnik u Gvozdu i u Slunju. Emigrirao je u Kanadu, 1956. godine, gdje je živio i radio do 1971. godine. Studirao je na montrealskom sveučilištu gdje je diplomirao 1961. godine na temi kanadskih Hrvata (The Croats in Canada (Hrvati u Kanadi)) ↓1. Na istom je sveučilištu doktorirao 1969. godine, a disertacija mu je bila na francuskom jeziku na temu književne i političke djelatnosti dra Ante Starčevića. To je bila prva radnja o dru Anti Starčeviću urađena izvan granica Hrvatske. Ovaj rad ima veliku važnost za hrvatski jezik. Njime je stekao sveučilišno priznanje izvan Hrvatske. U godinama nakon sloma hrvatskog proljeća u Hrvatskoj je bio nametnut službeni naziv za jezik Hrvata "hrvatski ili srpski". Bio je profesorom u Kanadi od 1961. do 1965. godine a od 1965. do 1971. godine radio je u kanadskome državnome arhivu u Ottawi.
Radio je u arhivu u UN u Ženevi. 
U publicističkim djelima koja je objavio u Poljičkom zborniku i Poljicima dokazivao je hrvatsko podrijetlo poznatih osoba ili svezu s Hrvatskom. Povezao je Utopiji Tome Morea i Poljica. Isticao je da je Marko Polo hrvatskih korijena, kao i Joseph Haydn (Josip Haiden) da je narodnim podrijetlom, prezimenom i nedvojbeno glazbenim nadahnućem Hrvat. Zastupljen je autorskim člancima i u monografijama, 290 godina Klasične gimnazije u Splitu: 1700-1990. (glavni urednik Stanko Piplović, 1990.) i Zla sudbina Poljica (priredio Frane Mihanović, 1998.).
Angažirao se u vrijeme Domovinskog rata pišući utjecajnim svjetskim državnicima i dužnosnicima: Georgeu Bushu (6. studenoga i 14. prosinca 1991.), ministru J. Bakeru ml., švicarskom predsjedniku Flaviju Cotti (20. lipnja 1991.), nadbiskupu Pariza, nadbiskupu Canterburyja (31. kolovoza 1991.), predsjedniku švicarskog parlamenta (4. rujna 1991.), Lechu Walesi (7. rujna 1991.), glavnom tajniku UN Boutrosu Boutrosu Ghaliju (18. prosinca 1991.), Billu Clintonu (9. prosinca 1992.), američkom senatoru u Illinoisu Paulu Simonu i inima.
Pokopan je u rodnim Naklicama 20. studenoga 2014. godine.

## Djela
- L'activité littéraire et politique d'Ante Starčević, Université de Montréal, 1969.
- Dr. Ante Starčević: čovjekoljubivi rodoljub međunarodnog usmjerenja, vl. naklada, Mostar, 2005.

## Priznanja
- 1997.: Red hrvatskog pletera, za osobit doprinos razvitku i ugledu Republike Hrvatske i dobrobiti njezinih građana.[4]